# Пајн Спрингс (Минесота)
Пајн Спрингс (енгл. Pine Springs) град је у америчкој савезној држави Минесота.

## Демографија
По попису из 2010. године број становника је 408, што је 13 (-3,1%) становника мање него 2000. године.
| Група             | 2000.       | 2010.       |
| Белци             | 402 (95,5%) | 363 (89,0%) |
| Афроамериканци    | 6 (1,4%)    | 13 (3,2%)   |
| Азијати           | 5 (1,2%)    | 19 (4,7%)   |
| Хиспаноамериканци | 8 (1,9%)    | 12 (2,9%)   |
| Укупно            | 421         | 408         |